# Језик (орган)
Језик (лат. lingua) је мишићно-слузокожни орган смештен у усној дупљи. Обавља низ значајних функција као што су: говор, жвакање, сисање, гутање, преношење утисака у централни нервни систем итд. Састоји се из предњег дела или тела и задњег дела или корена језика које дели sulcus terminalis.
Тело језика је његов предњи, већи и покретни део. Горња страна тела се назива и полеђина језика и на њему се налази слузокожа прекривена великим бројем језичних папила. Доња страна тела је глатка и лежи на поду усне дупље са којим је повезана преко тзв. језичне уздице или френулума.
Корен језика је смештен позади и непокретан је јер је преко мишића повезан са подјезичном кости, доњом вилицом, слепоочном кости и непцем и ждрелом. Слузокожа која прекрива корен језика нема папиле, али је прекривена лимфним чворићима који се зову језични фоликули.
Приликом прегледа усне дупље или грла, језик може представљати физичку баријеру. Решење тог проблема лекари налазе у спуштачу језика.

## Састав језика
Језик граде слузница, фиброзни скелет и мишићи.

#### Слузокожа
Слузокожа дорзалне стране прекрива тело и већи део корена језика. Сачињава је плочасто-слојевити епител, папиле, фоликули итд. На слузокожи горње стране тела језика се налази велики број папила које се деле у пет група: опшанчене, листасте, печуркасте, кончасте и купасте папиле. Прве три групе папила преносе утиске чула укуса, а остале две групе утиске површинског (механичког) сензибилитета у централни нервни систем.

##### Густативне
- Опшанчене папиле (Papillae circumvallatae/Papillae vallatae) - Највеће, има их 7-12 што их чини најмање бројним папилама, али поседују преко половину свих густативних квржица (caliculus gustatorius). Смештене су у једном низу, непосредно испред сулкуса терминалиса, распоређене у два низа у облику обрнутог слова V, од предела испред foramena caecuma према напред и латерално пратећи sulcus terminalis. Папиле су окружене удубљењем које се назива шанац. У дну шанца се уливају канали Фон Ебнерових, серозних пљувачних жлезда. На бочним зидовима шанца се налази велики број густорецепторних квржица. Ове папиле оживчава n. glossopharyngeus иако се оне налазе испред терминалног сулкуса.
- Листасте папиле (Papillae foliatae) - Налазе се на задње 2/3 језика на латералним странама, испред палатоглосног лука. Одвојени су дубљим жлебовима у које се уливају одводни канали пљувачних жлезди. Има их око 10, смештене у задњем делу језика. Густативни корпускули се налазе у дну жлеба. Најразвијеније су код деце. На својој површини садрже слој кератина. Између ових жлезда је уметнут језични крајник. Код хиперплазије крајника, жлезда или код тумора ових жлезда виде се као увећане. Инервише их n. glossopharyngeus.

##### Механичке
- Печуркасте папиле (Papillae fungiformes) - Распоређене су на странама, као и на самом врху језика, као и неправилно преко дорзума. Облика су печурке, на врху са орожалим плочастим слојевитим епителом кроз који се провиде крвни судови. Леже између кончастих папила у правилном распореду. Спадају у механичке папиле, али, само у дечијем узрасту поседују густативне рецепторе. Оживчавају их n. submandibularis, chorda tympani i ganglion geniculatum.
- Кончасте папиле (Papillae filiformes) - Најбројније и најситније, кончастог облика и дифузно су распоређене по дорзалној страни језика. Прекривају предње две трећине језика, на задњем крају су паралелне са сулкусом терминалисом, а напред постају више трансверзалне. Прекривене су плочастим слојевитим епителом са орожавањем што доприноси беличастом изгледу дорзалне површине језика.
- Купасте папиле (Papillae conicae) представљају посебну врсту претходних папила, модификацију кончастих папила. Разликују се по једноставном врху и нешто већим димензијама. Такође су дифузно распоређене по дорзуму језика. Њих као и претходне инервишу сензитивне гране n. lingualis-a

Испод слузокоже су смештене мале језичне пљувачне жлезде.
Фиброзни скелет граде језична апонеуроза, глосохиоидна опна и језична преграда. Ове структуре служе за припој језичне мускулатуре.
Највећи део језика чине његови мишићи који се сви парни, односно деле се на десне и леве. У мишиће језика се убрајају: непчано-језични мишић, језично-ждрелни део мишића горњег констриктора ждрела, гениоглосни, хиоглосни, стилоглосни, горњи уздужни, доњи уздужни, попречни и усправни мишић језика.

## Крвни судови и живци језика
Артерије језика су гране језичне артерије и дубоке артерије језика, док се венски судови улевају у језичну вену.
Спољашња каротидна артерија даје бочну грану
- a. lingualis
  - Бочна грана - rr. dorsales lunguae - васкуларизују корен језика, непчани крајник и епиглотис
  - Завршна грана - a. profunda linguae - васкуларизује врх и тело језика

Живци се деле на моторне, сензитивне и чулне. Моторни живци, који инервишу мускулатуру, су подјезични живац и гране које воде порекло из језичног сплета. Сензитивни живци су језични, језично-ждрелни и живац луталац. То су нерви који преносе сигнале од рецептора за додир, бол и температуру у централни нервни систем. Чулни живци су језично-ждрелни и живац лица, а они преносе утиске чула укуса.